# Raidillon (entreprise)
Raidillon, fondée en 2001, est une entreprise belge qui conçoit, fabrique, et distribue des montres de luxe ainsi que des accessoires en séries limitées. Les valeurs de la marque veulent s'inspirer du monde des gentlemen-drivers et de l'univers du classic driver.

## Histoire
Après avoir longtemps travaillé pour de grandes maisons horlogères, Bernard Julémont, passionné par le monde horloger et le sport automobile, décide de fonder sa propre marque en 2001 : « Raidillon ». Celle-ci a donc été déposée en 2001 et l'entreprise fondée en 2002. Le nom Raidillon s´inspire du « Raidillon de l'Eau Rouge », le virage du circuit de Spa-Francorchamps, circuit sur lequel les premières montres Raidillon ont été présentées en juin 2001. Le nombre 55, symbole de la marque, correspond au nombre de voitures autorisées, autrefois, à prendre le départ à Spa-Francorchamps (niveau mondial FIA). Les modèles sont donc limités à 55 exemplaires et sur le côté gauche de chaque boîtier est gravé le numéro de série de 0 à 55, ne comprenant jamais le numéro 13, comme en course. Le nombre 55 est aussi mis en avant à 11h sur le cadran de la montre.  
En 2009, la marque se développe en passant de 25 modèles à plus d'une soixantaine en 2014[source secondaire souhaitée]. Bernard Julémont quitte la société en 2014, en revendant ses dernières parts.

## Implantation géographique
Depuis 2009, le siège de Raidillon se situe à Bruxelles, au sein des Galeries Royales Saint-Hubert, qui sont l'œuvre de l’architecte Jean-Pierre Cluysenaar (1847). À 50 mètres de la Grand-Place, ces galeries font partie du cœur historique de la ville. La marque est également présente à l'international, dans une vingtaine de points de vente.

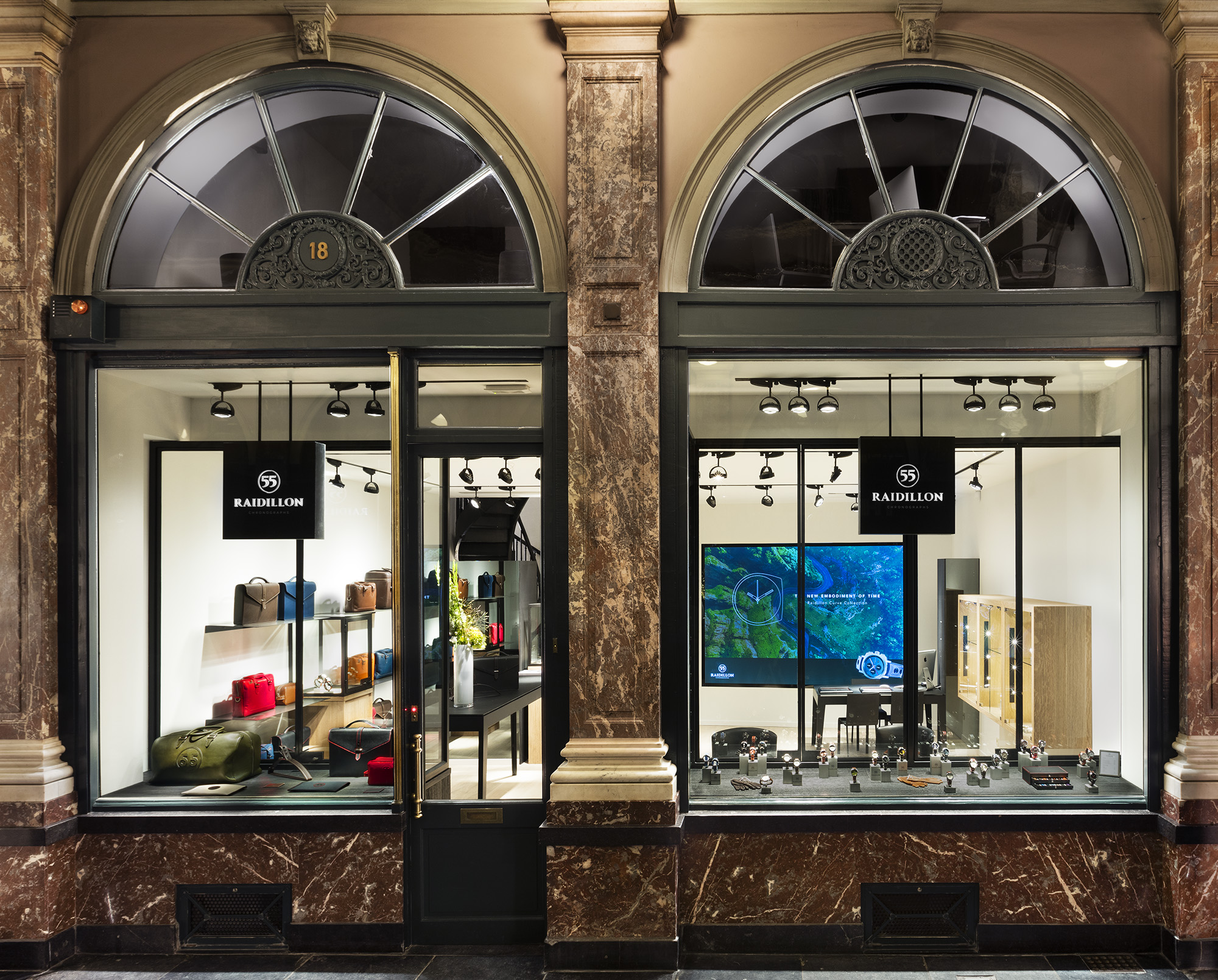

## Activités

### Conception, fabrication
Les montres Raidillon sont dessinées en Belgique. Les bracelets en cuir, quant à eux, sont cousus main  à Ostende selon une technique artisanale traditionnelle. Les modèles sont renouvelés au minimum deux fois par an : une première collection est présentée lors de Baselworld, le Salon Mondial de l’horlogerie à Bâle au mois de mars, et une nouvelle série est présentée pour les fêtes de fin d’année.
Raidillon s'est également lancée dans des complications horlogères[source secondaire souhaitée] telles qu'un chrono à rattrapante, un garde-temps avec second fuseau horaire, une réserve de marche et en 2014, la marque lance son chrono 24 heures.
Le mouvement qui équipe les montres simples à trois aiguilles est le mouvement ETA 2824 et les chronographes Raidillon sont munis du mouvement de type Valjoux 7750, tous les deux, issus et fabriqués en Suisse.  L'assemblage des montres et chronographes se fait dans le Jura et dans le Tessin Suisse. 

### Rallye Raidillon
Depuis 2013, Raidillon organise son rallye de voiture de collection. Seules 55 voitures, datant d'avant 1985, peuvent participer au Rallye Raidillon. Chaque équipage suit les instructions fléchées et métrées pour atteindre les différentes étapes du rallye.

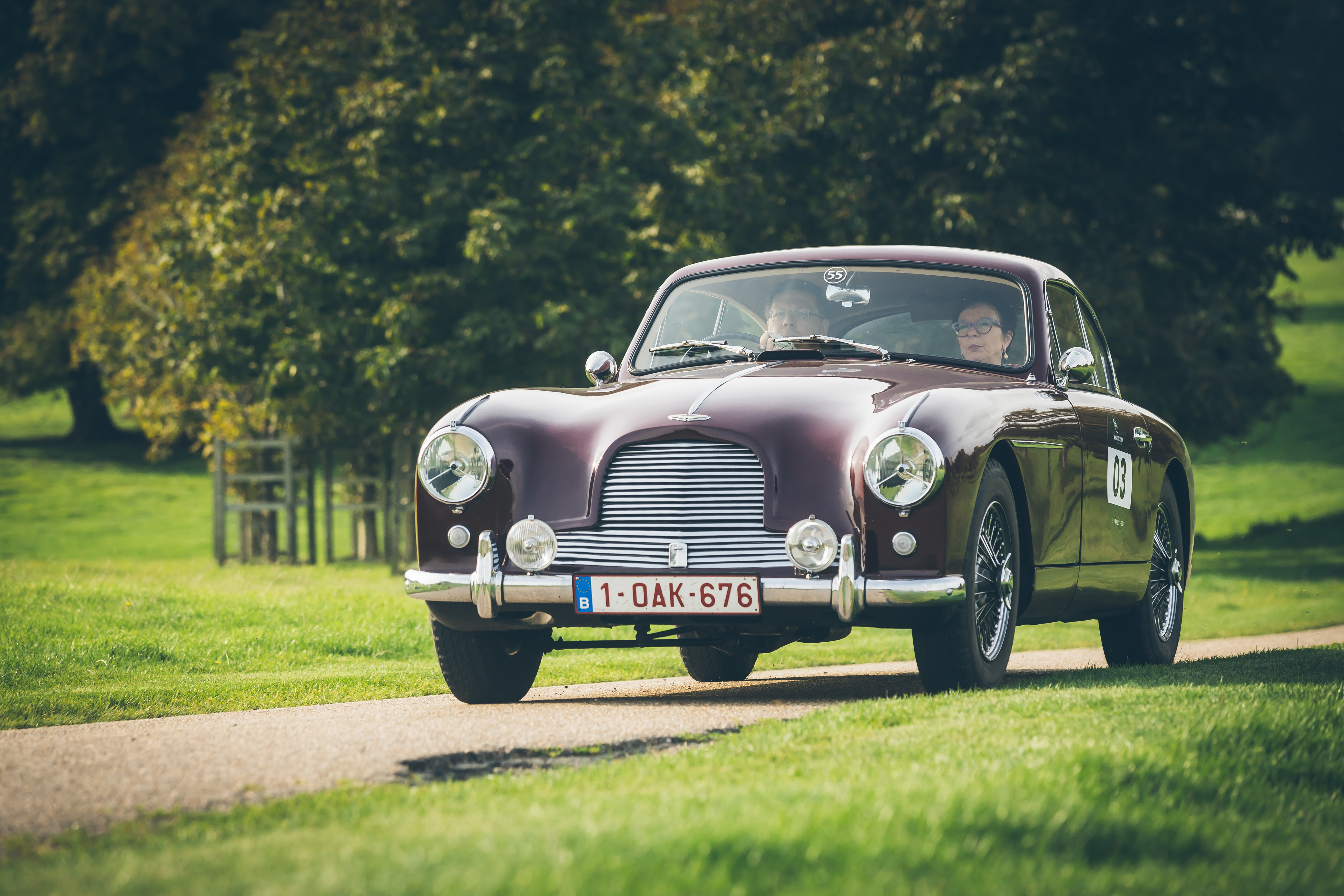

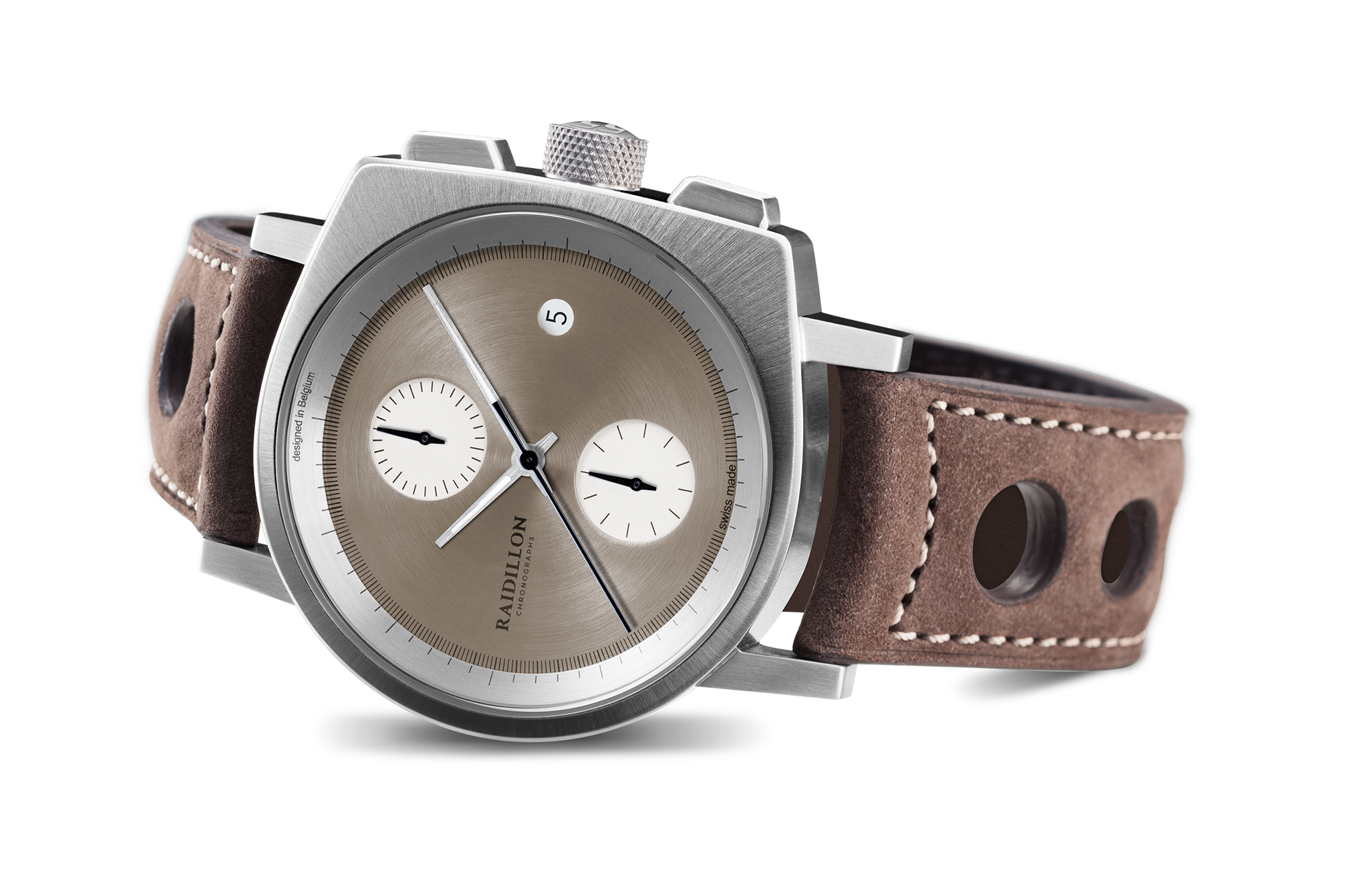
Chronographe the " Curve "

## Produits

### Montres
Les modèles de Raidillon se divisent en plusieurs collections, chacune présentant des séries limitées à 55 exemplaires.
Raidillon s'associe occasionnellement à des constructeurs automobiles qui commandent des modèles à l'image de leur marque tels que Peugeot avec l'édition spéciale RCZ. De plus, certaines collections rendent hommage à des pilotes célèbres comme Phil Hill,, Carroll Shelby, Jean-Pierre Beltoise ou encore à des lieux mythiques comme le circuit de Spa-Francorchamps,, voir à des cultures en particulier comme le modèle Maya.